# Armand Zipfel
Armand Zipfel (Albigny-sur-Saône, 17 de Junho de 1883 — Albigny-sur-Saône, 2 de Fevereiro de 1954) foi um pioneiro da aviação mundial. Pilotou o primeiro avião que voou em Portugal.

## Biografia
Apesar de menos conhecido do que os irmão Gabriel e Charles Voisin, que passavam a suas férias com ele em Albigny, nas margens do rio Saône, Armand Zipfel marcou a história da aviação em França e na Europa.
Lançou-se muito cedo na construção de canoas e de planadores e efectuou o seu primeiro voo em planador no ano de 1906.
Em 1908, construiu um biplano nas oficinas dos irmão Voisin, em Villeurbanne. O primeiro voo realizou-se a 19 de Novembro daquele ano no  hipódromo do Grand Camp, em La Doua, arredores de Lyon. A 25 de Novembro, conseguiu realizar quatro voos com extensões de 100 à 300 metros, voando a mais de 3 metros de altura. Nos dias seguintes melhorou o seu desempenho, percorrendo a 1 de Dezembro um semicírculo de 1000 metros e a 9 de Dezembro ultrapassando os 1500 metros.
Nos finais de Janeiro de 1909, Armand Zipfel deslocou-se a Berlim com o seu biplano, a convite do Berliner Lokalanzeiger, sendo o primeiro a realizar demonstrações de voo naquela cidade. Conseguiu ali realizar diversos voos perante uma multidão entusiasmada, tendo voado no local onde depois seria construído o Aeroporto de Tempelhof. Estes voos foram realizados 9 meses antes de Orville Wright fazer as suas primeiras demonstrações naquele local. As tentativas foram filmadas por Oskar Messter.
Em Agosto de 1909 participou na Grande Semaine de l’Aviation, um evento realizado em Reims e que constituiu a primeira exibição internacional na história da aviação, financiada pelos grandes negociantes de vinhos da região de Champagne. Entre os participantes no evento contaram-se ficuras lendárias da aviação como Louis Blériot, Louis Charles Breguet, Glenn Curtiss, Henri Farman, Hubert Latham e Louis Paulhan.
Durante o ano de 1909, Armand Zipfel realizou também demonstrações aéreas fora da França: primeiro na Turquia e depois em Portugal. Em Portugal as demonstrações foram realizadas no Hipódromo de Belém, em Lisboa, onde a 17 de Outubro, aos comandos de um biplano Voisin Antoinette, com um motor de 40 cavalos, voou cerca de 200 metros a 8 metros de altura acima do solo, danificando o aparelho.
Apesar de nunca ter obtido um brevet, Armand Zipfel dedicou-se de seguida à instrução de voo, formando centenas de aviadores, entre os quais alguns dos ases da Primeira Guerra Mundial. Foi seu instruendo Dieudonné Costes, que com Maurice Bellonte, atravessou pela primeira vez o Oceano Atlântico voando de leste para oeste sem escalas (em 1930). A parir da Primeira Guerra Mundial dedicou-se a negócios imobiliários na sua terra natal, onde faleceu em 1954.
Por ocasião da comemoração do 60.º aniversário do seu primeiro voo, foi colocada uma placa comemorativa na casa onde Armand Zipfel nasceu.